# Pardamaza
Pardamaza es una localidad del municipio de Toreno, en la comarca de El Bierzo, en la provincia de León, Comunidad Autónoma de Castilla y León (España).

## Situación
Se accede a Pardamaza por la carretera CV-127-4, que parte de Toreno y pasa por Librán.

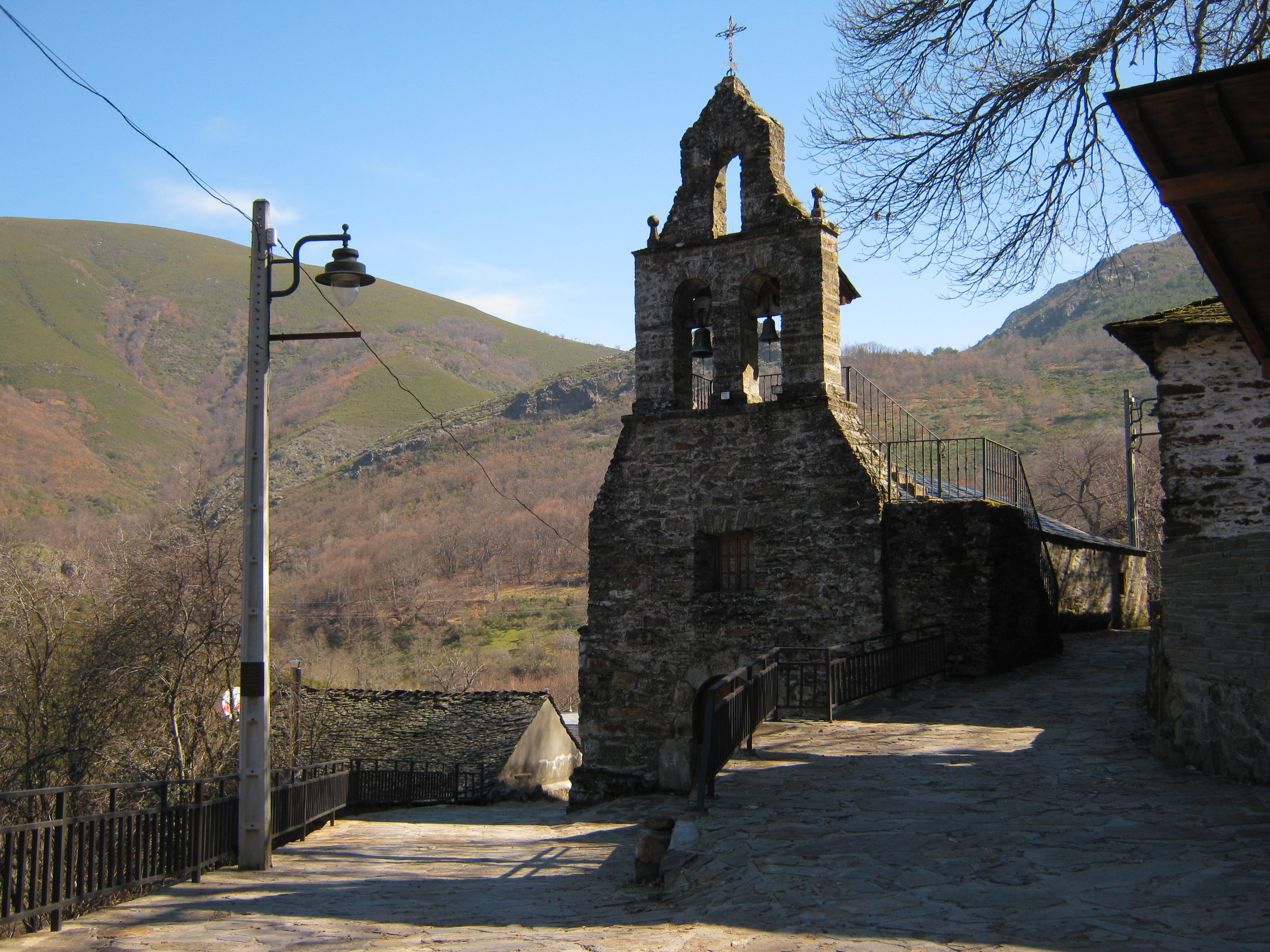
Iglesia de Pardamaza

## Evolución demográfica
| 2000 | 2001 | 2002 | 2003 | 2004 | 2005 | 2006 | 2007 | 2008 | 2009 | 2010 | 2011 | 2014 | 2021 |
| 18   | 16   | 16   | 28   | 27   | 26   | 32   | 36   | 33   | 30   | 29   | 39   | 37   | 27   |